# Československá mužská házenkářská reprezentace
Československá házenkářská reprezentace mužů reprezentovala Československo na mezinárodních házenkářských akcích, jako je mistrovství světa. Dosáhla řady úspěchů, mezi lety 1954 až 1967 přivezla medaili ze všech mistrovství světa a tato šňůra vyvrcholila titulem mistrů světa z roku 1967. Tým z roku 1967 pak byl v anketě Sportovec roku v roce 2017 uveden mezi Sportovní legendy. Celková bilance z mistrovství světa je 1 zlato, 2 stříbra a 2 bronzy. Stříbrnou medaili přivezli českoslovenští házenkáři i z olympijských her v roce 1972. Olympijského turnaje se zúčastnili čtyřikrát.

## Medailisté
MS 1967: František Arnošt • Jaroslav Škarvan • Ladislav Beneš • František Brůna • Bedřich Ciner • Václav Duda • Anton Frolo • Martin Gregor • Rudolf Havlík • František Heřman • Rudolf Horváth • Arnošt Klimčík • Jaroslav Konečný • Vojtěch Mareš • Jaroslav Rážek • Vladimír Seruga
 OH 1972: Ladislav Beneš • František Brůna • Vladimír Haber • Vladimír Jarý • Jiří Kavan • Jaroslav Konečný • Arnošt Klimčík • František Králík • Jindřich Krepindl • Vincent Lafko • Andrej Lukošík • Pavel Mikeš • Peter Pospíšil • Ivan Satrapa • Zdeněk Škára • Jaroslav Škarvan
 MS 1958: Josef Čaniga • Karel Čermák • Václav Eret • Anton Frolo • Jiří Klemm • Bedřich König • Vojtěch Mareš • Vladimír Nykl • Jaroslav Provazník • Zdeněk Rada • Dušan Růža • Oldřich Spáčil • Josef Trojan • Jiří Vícha • Miroslav Vícha • František Vykouřil
 MS 1961: František Arnošt • Karel Čermák • Václav Duda • Anton Frolo • Rudolf Havlík • František Heřman • Karol Lukošík • Vojtěch Mareš • Oskar Poliak • Jaroslav Provazník • Zdeněk Rada • Dušan Růža • Jaroslav Skála • František Šobora • Josef Trojan • Jiří Vícha
 MS 1954: Miloš Bačák • Miroslav Baumruk • Karel Čermák • Jiří Klemm • Jiří Korbel • Bedřich König • Alois Navrátil • Vladimír Nykl • Zdeněk Pešl • Dušan Růža • Oldřich Spáčil • Josef Trojan • Jiří Vícha
 MS 1964: František Arnošt • Ladislav Beneš • František Brůna • Zdeněk Černý • Jiří Djakov • Václav Duda • Anton Frolo • Rudolf Havlík • František Heřman • Vojtěch Mareš • Zdeněk Rada • Jaroslav Rážek • Vladimír Seruga • Josef Trojan • Jiří Vícha • Jan Vitoslavský

## Mistrovství světa
| Rok/pořádající země | Účast                            |
| ------------------- | -------------------------------- |
| MS 1938 Německo     | Bez účasti                       |
| MS 1954 Švýcarsko   | Bronzová medaile                 |
| MS 1958 NDR         | Stříbrná medaile                 |
| MS 1961 SRN         | Stříbrná medaile                 |
| MS 1964 ČSSR        | Bronzová medaile                 |
| MS 1967 Švédsko     | Zlatá medaile                    |
| MS 1970 Francie     | 7. místo                         |
| MS 1974 NDR         | 6. místo                         |
| MS 1978 Dánsko      | 11. místo                        |
| MS 1982 SRN         | 10. místo                        |
| MS 1986 Švýcarsko   | 13. místo                        |
| MS 1990 ČSFR        | 7. místo                         |
| Celkem              | Účast – 11× · – 1× · – 2× · – 2× |

## Olympijské hry
| Rok/pořádající země  | Účast                           |
| -------------------- | ------------------------------- |
| LOH 1936 Berlín      | Bez účasti                      |
| LOH 1972 Mnichov     | Stříbrná medaile                |
| LOH 1976 Montreal    | 7. místo                        |
| LOH 1980 Moskva      | Bez účasti                      |
| LOH 1984 Los Angeles | Bez účasti                      |
| LOH 1988 Soul        | 6. místo                        |
| LOH 1992 Barcelona   | 9. místo                        |
| Celkem               | Účast – 4× · – 0× · – 1× · – 0× |